# Kentucky (album)
| Recensione        | Giudizio |
| ----------------- | -------- |
| AllMusic          |          |
| Revolver Magazine | 3.5/5    |

Kentucky è il quinto album in studio del gruppo southern rock statunitense Black Stone Cherry, pubblicato il 1º aprile 2016 dalla Mascot Label Group.

## Tracce
1. The Way of the Future – 3:53
2. In Our Dreams – 3:49
3. Shakin’ My Cage – 4:10
4. Soul Machine – 4:01
5. Long Ride – 4:03
6. War – 4:07
7. Hangman – 3:57
8. Cheaper to Drink Alone – 3:51
9. Rescue Me – 3:47
10. Feelin’ Fuzzy – 3:15
11. Darkest Secret – 4:01
12. Born to Die – 4:33
13. The Rambler – 5:09

Tracce bonus della Limited Edition
1. I Am the Lion – 3:35
2. Evil – 4:11

## Classifiche
| Classifica (2016)         | Posizione massima |
| ------------------------- | ----------------- |
| Austria                   | 13                |
| Belgio (Fiandre)          | 81                |
| Belgio (Vallonia)         | 82                |
| Francia                   | 100               |
| Germania                  | 21                |
| Irlanda                   | 45                |
| Italia                    | 97                |
| Paesi Bassi               | 92                |
| Regno Unito               | 5                 |
| Stati Uniti               | 40                |
| Stati Uniti (digital)     | 18                |
| Stati Uniti (hard rock)   | 1                 |
| Stati Uniti (independent) | 3                 |
| Stati Uniti (top rock)    | 5                 |
| Svizzera                  | 14                |